# Campeonato Mundial de Halterofilismo de 2011
O Campeonato Mundial de Halterofilismo de 2011 foi a 79ª edição do campeonato de halterofilismo, organizado pela Federação Internacional de Halterofilismo (FIH). O campeonato ocorreu na Disneyland Resort Paris, em Paris, na França, entre 5 a 13 de novembro de 2011. Foram disputadas 15 categorias (8 masculino e 7 feminino), com a presença de 545 halterofilistas (322 masculino e 223 feminino) de 87 nacionalidades filiadas à Federação Internacional de Halterofilismo (FIH). Teve como destaque a China com 36 medalhas no total, sendo 16 de ouro. 

## Medalhistas
Os resultados foram os seguintes. 

### Masculino
| Evento             | Ouro                          | Ouro             | Prata                          | Prata            | Bronze                        | Bronze           |
| 56 kg (detalhes)   | 56 kg (detalhes)              | 56 kg (detalhes) | 56 kg (detalhes)               | 56 kg (detalhes) | 56 kg (detalhes)              | 56 kg (detalhes) |
| ------------------ | ----------------------------- | ---------------- | ------------------------------ | ---------------- | ----------------------------- | ---------------- |
| Arranque           | Wu Jingbiao · China           | 133 kg           | Zhao Chaojun · China           | 128 kg           | Trần Lê Quốc Toàn · Vietname  | 125 kg           |
| Arremesso          | Wu Jingbiao · China           | 159 kg           | Zhao Chaojun · China           | 156 kg           | Valentin Hristov · Azerbaijão | 154 kg           |
| Total              | Wu Jingbiao · China           | 292 kg           | Zhao Chaojun · China           | 284 kg           | Valentin Hristov · Azerbaijão | 276 kg           |
| 62 kg (detalhes)   |                               |                  |                                |                  |                               |                  |
| Arranque           | Kim Un-guk · Coreia do Norte  | 150 kg           | Zhang Jie · China              | 145 kg           | Bünyamin Sezer · Turquia      | 141 kg           |
| Arremesso          | Zhang Jie · China             | 176 kg           | Eko Yuli Irawan · Indonésia    | 171 kg           | Kim Un-guk · Coreia do Norte  | 170 kg           |
| Total              | Zhang Jie · China             | 321 kg           | Kim Un-guk · Coreia do Norte   | 320 kg           | Eko Yuli Irawan · Indonésia   | 310 kg           |
| 69 kg (detalhes)   |                               |                  |                                |                  |                               |                  |
| Arranque           | Mete Binay · Turquia          | 157 kg           | Oleg Chen · Rússia             | 156 kg           | Tang Deshang · China          | 155 kg           |
| Arremesso          | Tang Deshang · China          | 186 kg           | Wu Chao · China                | 185 kg           | Won Jeong-sik Coreia do Sul   | 182 kg           |
| Total              | Tang Deshang · China          | 341 kg           | Oleg Chen · Rússia             | 336 kg           | Wu Chao · China               | 335 kg           |
| 77 kg (detalhes)   |                               |                  |                                |                  |                               |                  |
| Arranque           | Lü Xiaojun · China            | 170 kg           | Su Dajin · China               | 166 kg           | Tigran Martirosyan · Armênia  | 166 kg           |
| Arremesso          | Su Dajin · China              | 206 kg           | Lü Xiaojun · China             | 205 kg           | Sa Jae-hyouk Coreia do Sul    | 203 kg           |
| Total              | Lü Xiaojun · China            | 375 kg           | Su Dajin · China               | 372 kg           | Sa Jae-hyouk Coreia do Sul    | 360 kg           |
| 85 kg (detalhes)   |                               |                  |                                |                  |                               |                  |
| Arranque           | Andrei Rybakou · Bielorrússia | 178 kg           | Adrian Zieliński · Polónia     | 174 kg           | Kianoush Rostami Irão         | 173 kg           |
| Arremesso          | Kianoush Rostami Irão         | 209 kg           | Benjamin Hennequin · França    | 208 kg           | Yoelmis Hernández · Cuba      | 205 kg           |
| Total              | Kianoush Rostami Irão         | 382 kg           | Benjamin Hennequin · França    | 378 kg           | Adrian Zieliński · Polónia    | 376 kg           |
| 94 kg (detalhes)   |                               |                  |                                |                  |                               |                  |
| Arranque           | Aleksandr Ivanov · Rússia     | 186 kg           | Artem Ivanov · Ucrânia         | 186 kg           | Kim Min-jae Coreia do Sul     | 182 kg           |
| Arremesso          | Ilya Ilyin · Cazaquistão      | 226 kg           | Ruslan Nurudinov · Uzbequistão | 221 kg           | Saeid Mohammadpour Irão       | 221 kg           |
| Total              | Ilya Ilyin · Cazaquistão      | 407 kg           | Artem Ivanov · Ucrânia         | 407 kg           | Saeid Mohammadpour Irão       | 402 kg           |
| 105 kg (detalhes)  |                               |                  |                                |                  |                               |                  |
| Arranque           | Khadzhimurat Akkaev · Rússia  | 198 kg           | Dmitry Klokov · Rússia         | 196 kg           | Gia Machavariani · Geórgia    | 187 kg           |
| Arremesso          | Khadzhimurat Akkaev · Rússia  | 232 kg           | Dmitry Klokov · Rússia         | 232 kg           | Oleksiy Torokhtiy · Ucrânia   | 229 kg           |
| Total              | Khadzhimurat Akkaev · Rússia  | 430 kg           | Dmitry Klokov · Rússia         | 428 kg           | Oleksiy Torokhtiy · Ucrânia   | 410 kg           |
| +105 kg (detalhes) |                               |                  |                                |                  |                               |                  |
| Arranque           | Behdad Salimi Irão            | 214 kg           | Ihor Shymechko · Ucrânia       | 200 kg           | Sajjad Anoushiravani Irão     | 198 kg           |
| Arremesso          | Behdad Salimi Irão            | 250 kg           | Sajjad Anoushiravani Irão      | 241 kg           | Jeon Sang-guen Coreia do Sul  | 241 kg           |
| Total              | Behdad Salimi Irão            | 464 kg           | Sajjad Anoushiravani Irão      | 439 kg           | Jeon Sang-guen Coreia do Sul  | 433 kg           |

- — RECORDE MUNDIAL

### Feminino
| Evento            | Ouro                              | Ouro             | Prata                                     | Prata            | Bronze                         | Bronze           |
| 48 kg (detalhes)  | 48 kg (detalhes)                  | 48 kg (detalhes) | 48 kg (detalhes)                          | 48 kg (detalhes) | 48 kg (detalhes)               | 48 kg (detalhes) |
| ----------------- | --------------------------------- | ---------------- | ----------------------------------------- | ---------------- | ------------------------------ | ---------------- |
| Arranque          | Tian Yuan · China                 | 90 kg            | Genny Pagliaro · Itália                   | 83 kg            | Marzena Karpińska · Polónia    | 82 kg            |
| Arremesso         | Tian Yuan · China                 | 117 kg           | Panida Khamsri · Tailândia                | 107 kg           | Nurdan Karagöz · Turquia       | 103 kg           |
| Total             | Tian Yuan · China                 | 207 kg           | Panida Khamsri · Tailândia                | 187 kg           | Nurdan Karagöz · Turquia       | 183 kg           |
| 53 kg (detalhes)  |                                   |                  |                                           |                  |                                |                  |
| Arranque          | Zulfiya Chinshanlo · Cazaquistão  | 97 kg            | Yuderqui Contreras · República Dominicana | 95 kg            | Hsu Shu-ching · Taipé Chinesa  | 93 kg            |
| Arremesso         | Zulfiya Chinshanlo · Cazaquistão  | 130 kg           | Aylin Daşdelen · Turquia                  | 126 kg           | Ji Jing · China                | 121 kg           |
| Total             | Zulfiya Chinshanlo · Cazaquistão  | 227 kg           | Aylin Daşdelen · Turquia                  | 219 kg           | Ji Jing · China                | 214 kg           |
| 58 kg (detalhes)  |                                   |                  |                                           |                  |                                |                  |
| Arranque          | Li Xueying · China                | 103 kg           | Nastassia Novikava · Bielorrússia         | 101 kg           | Romela Begaj · Albânia         | 100 kg           |
| Arremesso         | Nastassia Novikava · Bielorrússia | 136 kg           | Li Xueying · China                        | 133 kg           | Pimsiri Sirikaew · Tailândia   | 131 kg           |
| Total             | Nastassia Novikava · Bielorrússia | 237 kg           | Li Xueying · China                        | 236 kg           | Pimsiri Sirikaew · Tailândia   | 230 kg           |
| 63 kg (detalhes)  |                                   |                  |                                           |                  |                                |                  |
| Arranque          | Svetlana Tsarukaeva · Rússia      | 117 kg           | Ouyang Xiaofang · China                   | 113 kg           | Maiya Maneza · Cazaquistão     | 109 kg           |
| Arremesso         | Maiya Maneza · Cazaquistão        | 139 kg           | Svetlana Tsarukaeva · Rússia              | 138 kg           | Roxana Cocoș · Roménia         | 136 kg           |
| Total             | Svetlana Tsarukaeva · Rússia      | 255 kg           | Maiya Maneza · Cazaquistão                | 248 kg           | Ouyang Xiaofang · China        | 246 kg           |
| 69 kg (detalhes)  |                                   |                  |                                           |                  |                                |                  |
| Arranque          | Oxana Slivenko · Rússia           | 118 kg           | Xiang Yanmei · China                      | 116 kg           | Huang Shih-hsu · Taipé Chinesa | 116 kg           |
| Arremesso         | Oxana Slivenko · Rússia           | 148 kg           | Xiang Yanmei · China                      | 148 kg           | Tatiana Matveeva · Rússia      | 143 kg           |
| Total             | Oxana Slivenko · Rússia           | 266 kg           | Xiang Yanmei · China                      | 264 kg           | Tatiana Matveeva · Rússia      | 253 kg           |
| 75 kg (detalhes)  |                                   |                  |                                           |                  |                                |                  |
| Arranque          | Svetlana Podobedova · Cazaquistão | 131 kg           | Nadezhda Evstyukhina · Rússia             | 130 kg           | Iryna Kulesha · Bielorrússia   | 121 kg           |
| Arremesso         | Nadezhda Evstyukhina · Rússia     | 163 kg           | Svetlana Podobedova · Cazaquistão         | 156 kg           | Kim Un-ju · Coreia do Norte    | 151 kg           |
| Total             | Nadezhda Evstyukhina · Rússia     | 293 kg           | Svetlana Podobedova · Cazaquistão         | 287 kg           | Kim Un-ju · Coreia do Norte    | 265 kg           |
| +75 kg (detalhes) |                                   |                  |                                           |                  |                                |                  |
| Arranque          | Tatiana Kashirina · Rússia        | 147 kg           | Zhou Lulu · China                         | 146 kg           | Yuliya Dovhal · Azerbaijão     | 118 kg           |
| Arremesso         | Zhou Lulu · China                 | 182 kg           | Tatiana Kashirina · Rússia                | 175 kg           | Mariam Usman · Nigéria         | 156 kg           |
| Total             | Zhou Lulu · China                 | 328 kg           | Tatiana Kashirina · Rússia                | 322 kg           | Mariam Usman · Nigéria         | 273 kg           |

- — RECORDE MUNDIAL

## Quadro de medalhas
Quadro de medalhas no total combinado
| Ordem | País            | Medalha de ouro | Medalha de prata | Medalha de bronze | Total |
| ----- | --------------- | --------------- | ---------------- | ----------------- | ----- |
| 1     | China           | 6               | 4                | 3                 | 13    |
| 2     | Rússia          | 4               | 3                | 1                 | 8     |
| 3     | Cazaquistão     | 2               | 2                | 0                 | 4     |
| 4     | Irão            | 2               | 1                | 1                 | 4     |
| 5     | Bielorrússia    | 1               | 0                | 0                 | 1     |
| 6     | Coreia do Norte | 0               | 1                | 1                 | 2     |
| 6     | Tailândia       | 0               | 1                | 1                 | 2     |
| 6     | Turquia         | 0               | 1                | 1                 | 2     |
| 6     | Ucrânia         | 0               | 1                | 1                 | 2     |
| 10    | França          | 0               | 1                | 0                 | 1     |
| 11    | Coreia do Sul   | 0               | 0                | 2                 | 2     |
| 12    | Azerbaijão      | 0               | 0                | 1                 | 1     |
| 12    | Indonésia       | 0               | 0                | 1                 | 1     |
| 12    | Nigéria         | 0               | 0                | 1                 | 1     |
| 12    | Polónia         | 0               | 0                | 1                 | 1     |
| Total | Total           | 15              | 15               | 15                | 45    |

Quadro de medalhas nos levantamentos + total combinado
| Ordem | País                 | Medalha de ouro | Medalha de prata | Medalha de bronze | Total |
| ----- | -------------------- | --------------- | ---------------- | ----------------- | ----- |
| 1     | China                | 16              | 15               | 5                 | 36    |
| 2     | Rússia               | 12              | 9                | 2                 | 23    |
| 3     | Cazaquistão          | 7               | 3                | 1                 | 11    |
| 4     | Irão                 | 5               | 2                | 4                 | 11    |
| 5     | Bielorrússia         | 3               | 1                | 1                 | 5     |
| 6     | Turquia              | 1               | 2                | 3                 | 6     |
| 7     | Coreia do Norte      | 1               | 1                | 3                 | 5     |
| 8     | Ucrânia              | 0               | 3                | 2                 | 5     |
| 9     | Tailândia            | 0               | 2                | 2                 | 4     |
| 10    | França               | 0               | 2                | 0                 | 2     |
| 11    | Polónia              | 0               | 1                | 2                 | 3     |
| 12    | Indonésia            | 0               | 1                | 1                 | 2     |
| 13    | República Dominicana | 0               | 1                | 0                 | 1     |
| 13    | Itália               | 0               | 1                | 0                 | 1     |
| 13    | Uzbequistão          | 0               | 1                | 0                 | 1     |
| 16    | Coreia do Sul        | 0               | 0                | 6                 | 6     |
| 17    | Azerbaijão           | 0               | 0                | 3                 | 3     |
| 18    | Taipé Chinesa        | 0               | 0                | 2                 | 2     |
| 18    | Nigéria              | 0               | 0                | 2                 | 2     |
| 20    | Albânia              | 0               | 0                | 1                 | 1     |
| 20    | Armênia              | 0               | 0                | 1                 | 1     |
| 20    | Cuba                 | 0               | 0                | 1                 | 1     |
| 20    | Geórgia              | 0               | 0                | 1                 | 1     |
| 20    | Roménia              | 0               | 0                | 1                 | 1     |
| 20    | Vietname             | 0               | 0                | 1                 | 1     |
| Total | Total                | 45              | 45               | 45                | 135   |

## Classificação por equipe
| Posição | Equipe        | Pontos |
| ------- | ------------- | ------ |
| 1       | China         | 569    |
| 2       | Irão          | 500    |
| 3       | Rússia        | 479    |
| 4       | Coreia do Sul | 422    |
| 5       | Ucrânia       | 350    |
| 6       | Polónia       | 284    |

| Posição | Equipe       | Pontos |
| ------- | ------------ | ------ |
| 1       | China        | 510    |
| 2       | Rússia       | 509    |
| 3       | Cazaquistão  | 444    |
| 4       | Bielorrússia | 298    |
| 5       | Tailândia    | 294    |
| 6       | Turquia      | 280    |

## Participantes
Um total de 515 halterofilistas de 74 nacionalidades participaram do evento.
| - Albânia (10) - Samoa Americana (1) - Armênia (10) - Austrália (7) - Azerbaijão (10) - Bielorrússia (11) - Bélgica (1) - Bósnia e Herzegovina (1) - Brasil (9) - Camarões (2) - Canadá (14) - Chile (1) - China (15) - Taipé Chinesa (10) - Colômbia (10) - Costa Rica (1) - Croácia (2) - Cuba (6) - Chéquia (2) - Dinamarca (1) - República Dominicana (4) - Equador (10) - Egito (10) - El Salvador (3) - Estados Federados da Micronésia (1) - Fiji (2) - Finlândia (7) - França (12) - Geórgia (6) | - Alemanha (12) - Reino Unido (8) - Grécia (6) - Guatemala (2) - Hong Kong (1) - Hungria (7) - Índia (14) - Indonésia (10) - Irão (8) - Irlanda (2) - Israel (1) - Itália (8) - Japão (15) - Cazaquistão (14) - Kiribati (1) - Quirguistão (2) - Letônia (2) - Lituânia (6) - Macau (2) - Malásia (3) - México (7) - Moldávia (9) - Mongólia (2) - Nauru (2) - Nova Zelândia (1) - Nigéria (8) - Niue (1) - Coreia do Norte (11) - Noruega (1) | - Paquistão (1) - Palau (1) - Papua-Nova Guiné (1) - Peru (2) - Filipinas (2) - Polónia (15) - Porto Rico (2) - Roménia (7) - Rússia (15) - Samoa (4) - Sérvia (1) - Seicheles (1) - Eslováquia (7) - Ilhas Salomão (2) - Coreia do Sul (11) - Espanha (10) - Suécia (4) - Suíça (2) - Tajiquistão (1) - Tailândia (11) - Tunísia (4) - Turquia (12) - Turquemenistão (8) - Tuvalu (1) - Ucrânia (13) - Estados Unidos (14) - Uzbequistão (8) - Venezuela (11) - Vietname (3) |